# Comissió Balenera Internacional
La Comissió Balenera Internacional (CBI; en anglès, International Whaling Commission [IWC]), és un organisme internacional creat el 2 de desembre del 1946 per la Convenció Internacional per a la Regulació de la Caça de Balenes, firmada a Washington D. C., que es fundà amb la finalitat de regular la caça de balenes i el comerç de cetacis. La seva seu central es troba a Impington (Regne Unit). Consta de tres comitès principals: Científic, Tècnic i Finances i Administració.
Tradicionalment, la CBI es reuneix anualment als mesos de maig o juny. Cada estat participant és representat per un comissionat, que pot estar acompanyat d'experts i assessors.

## Antecedents
Segons Philip Hoare, els intents per arribar a acords internacionals per controlar la caça de cetacis es remunten com a mínim al 1935. En aquest any la Lliga de Nacions auspicià un primer esborrany que només fou aprovat pel Regne Unit i Noruega, les dues majors nacions baleneres, que representaven un 95% de les més de 30.000 balenes caçades anualment.
L'any següent se celebrà el primer intent d'una Conferència Internacional Balenera, però només hi assistiren dos membres dels convocats: el Regne Unit i Noruega. Alemanya hi envià un observador amb la missió de deixar clar que volia «completa llibertat d'acció, car era el principal consumidor mundial d'oli de balena».
El 1937 se celebrà a Londres una conferència internacional amb representants de Sud-àfrica, Estats Units, l'Argentina, Austràlia, Alemanya, Irlanda, Nova Zelanda i Noruega. En la intervenció del Regne Unit, l'aleshores ministre d'Agricultura i Pesca advertí que «el rorqual blau seria exterminat si les coses continuaven així, i la indústria balenera de l'Antàrtic aviat hauria de tancar». En aquesta conferència es pactà que es prohibiria, sota marcs de legalitat internacionals, la caça pelàgica durant nou mesos a l'any. Així mateix es dictaminà la protecció total de les femelles i les seves cries i es reglamentaren zones de reserves a les quals els bucs caçadors no podrien entrar.

## Moratòria del 1986
La dècada del 1970 veié l'inici del moviment mundial contra la caça de balenes. El 1972, la Conferència de les Nacions Unides sobre el Medi Ambient Humà celebrada a Estocolm aprovà una proposta que recomanava una moratòria de deu anys sobre la caça comercial de cetacis per permetre que les poblacions de balenes poguessin recuperar-se. Els informes de la Convenció sobre el Comerç Internacional d'Espècies Amenaçades el 1977 i el 1981 identificà diverses espècies de balenes en perill d'extinció.
El 1982, la CBI determinà la fi de la caça comercial a través d'una moratòria internacional sobre la caça de balenes, que es feu efectiva en la temporada 1985-1986. Mentre Islàndia i Corea del Sud utilitzaren el reglament per aconseguir permisos especials, el Japó, Noruega, el Perú i la Unió Soviètica desafiaren la decisió i continuaren caçant-ne, car la moratòria no es basava en l'assessorament del Comitè Científic. El Japó i el Perú finalment canviaren de posició a causa de les pressions dels Estats Units.
Malgrat la moratòria, l'article VIII de la Convenció Internacional per a la Regulació de la Caça de Balenes en permet la captura amb fins científiques. Aprofitant aquesta excepció, el Japó reconegué finalment la prohibició de la caça comercial, però inicià la caça científica. El Japó caça unes 400 balenes a l'any. Cal una majoria del 75% dels països membres per revocar la mesura.

## Estats membres
La CBI té 88 estats membres.
Dins dels estats membres de la CBI hi ha dues postures: els països que busquen protegir i conservar els cetacis i els que en promouen la caça controlada per a ús comercial, com són Noruega, Islàndia i el Japó. El desembre del 2018, el Japó anuncià la seva retirada de la Comissió per reprendre la caça comercial de balenes.